# Stanley Glacier
Stanley Glacier är en glaciär i Kanada.   Den ligger i provinsen British Columbia, i den centrala delen av landet, 3 100 km väster om huvudstaden Ottawa. Stanley Glacier ligger 2 254 meter över havet.
Terrängen runt Stanley Glacier är huvudsakligen bergig, men åt nordost är den kuperad. Trakten runt Stanley Glacier är nära nog obefolkad, med mindre än två invånare per kvadratkilometer.. Det finns inga samhällen i närheten. 
I omgivningarna runt Stanley Glacier växer i huvudsak barrskog.